# Witchery
Witchery (v českém překladu z angličtiny čarodějnictví) je švédská black/thrash/speed metalová kapela založená roku 1997 ve městě Linköping. Čtveřice hudebníků Patrik Jensen (kytara), Rickard "Richard Corpse" Rimfält (kytara), Toxine (vokály) a Mique (bicí) předtím působila v kapele Satanic Slaughter, kde zbyl pouze její zakladatel Ztephan "Dark" Karlsson. Ke čtyřem jmenovaným muzikantům se přidal baskytarista Sharlee D' Angelo a nová sestava pod názvem Witchery vydala vzápětí první studiové album s názvem Restless & Dead (v roce 1998).

## Diskografie

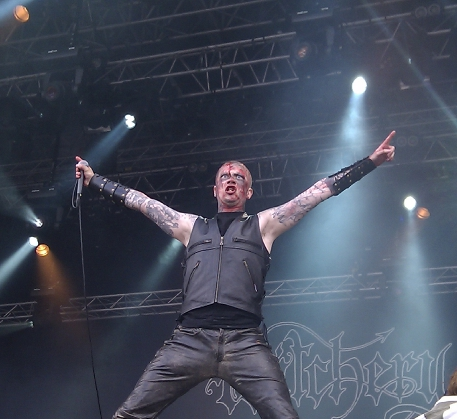
Witchery v roce 2010

Studiová alba
- Restless & Dead (1998)[2]
- Dead, Hot and Ready (1999)[2]
- Symphony for the Devil (2001)
- Don't Fear the Reaper (2006)
- Witchkrieg (2010)
- In His Infernal Majesty's Service (2016)

EP
- Witchburner (1999)